# Neuronale Ceroid-Lipofuszinose
Die neuronalen Ceroid-Lipofuszinosen (NCL), veraltet als Amaurotische Idiotie bezeichnet, sind eine Gruppe seltener, vererbter und bislang noch unheilbarer Stoffwechselkrankheiten, die in unterschiedlichen Formen und Altersstufen auftreten können. Sie gehören zu den lysosomalen Speicherkrankheiten. Umgangssprachlich wird NCL als Kinderdemenz bezeichnet.
Die Bezeichnung Neuronale Ceroid-Lipofuszinose (NCL) leitet sich ab von:
- Neuronen, den Nervenzellen
- Ceroid, einem wachsartigen Stoff
- Lipofuszin, einem fettigen, bräunlichen Stoff

Gemeinsame Kennzeichen sind fortschreitender geistiger Abbau, Epilepsie sowie Degeneration der Netzhaut. Zugrunde liegt eine Ablagerung von Ceroid-Lipofuscin in Gehirn und Retina.

## Häufigkeit und Vererbung
Die meisten Formen werden autosomal-rezessiv vererbt, lediglich die adulte Form CLN4 wird autosomal-dominant weitergegeben.
Die Krankheit tritt meist im Alter von 1 bis 8 Jahren mit einer maximalen Neuerkrankungsrate von 1:30000 Lebendgeborenen auf.

## Krankheitsbild

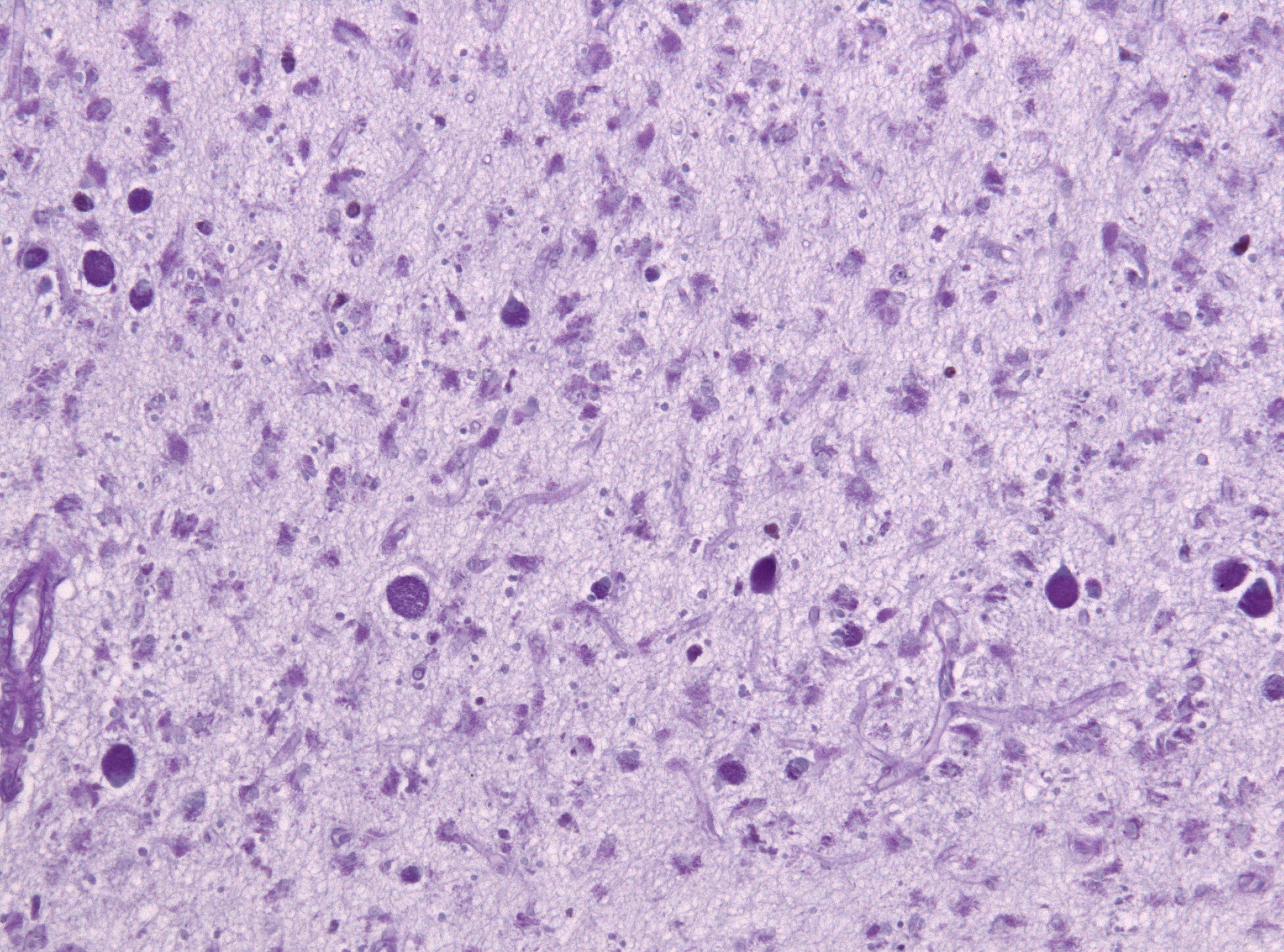
Histologischer Nachweis der kräftig violett angefärbten Abbauprodukte in den Nervenzellen (PAS)

Die Pathophysiologie der NCL ist noch weitgehend unbekannt. Gesichert ist, dass bei allen Formen die wachsartigen Ceroid-Lipofuszine – aus Fetten und Proteinen bestehende Abfallstoffe des Zellstoffwechsels – intrazellulär im Gewebe gespeichert werden. Dadurch wird das Zellklima toxisch, was zum Absterben der gesunden Zellen führt.
Anfangs äußert sich die Krankheit durch zunehmende Sehschwäche, die schließlich zur vollständigen Erblindung durch Schädigung der Netzhaut (Retinopathie) führt. Damit einhergehend treten bei den Betroffenen Halluzinationen, Epilepsie und Demenz auf. Letztendlich verliert der Patient sämtliche kognitiven und motorischen Fähigkeiten. Früher führte jede NCL-Form unweigerlich zum Tod und es waren lediglich palliative Behandlungsmethoden möglich. Seit Mai 2017 steht eine medikamentöse Therapie zur Verfügung, die zumindest das Fortschreiten der Krankheit in einem hohen Prozentsatz der Fälle aufhalten kann.

## Klassifizierung
Früher richtete sich die Klassifizierung der NCL-Typen nach dem Manifestationsalter, entsprechend wurden Bezeichnungen wie infantile, spätinfantile oder juvenile NCL verwendet.
Mittlerweile sind 10 NCL-Typen (CLN1-CLN10) bekannt, wobei die Typen CLN1 und CLN4 auch erst im Erwachsenenalter auftreten können.
Die moderne Klassifikation erfolgt auf genetischer Grundlage, die Nummerierung der einzelnen Typen (CLN1, CLN2 usw.) erfolgt dabei nach der historischen Reihenfolge der Entdeckung.
| Typ   | Bezeichnung                                   | Manifestationsalter                          | Ursache                                                                                        | andere Bezeichnung(en) |
| ----- | --------------------------------------------- | -------------------------------------------- | ---------------------------------------------------------------------------------------------- | --- |
| CLN1  | infantile NCL                                 | spätes Säuglingsalter, auch Erwachsenenalter | Mutationen im PPT1/CLN1-Gen an Location 1p32 (für lysosomale Palmitoyl-Protein-Thioesterase)   | Hagberg-Santavuori-Krankheit |
| CLN2  | (klassische) spätinfantile NCL                | Kleinkindalter                               | Mutationen im TPP1-Gen an Lokation 11p15.4                                                     | Jansky-Bielschowsky-Krankheit, Bielschowsky’s amaurotic idiocy, Bernheimer-Seitelberger Syndrom, Dollinger-Bielschowsky Syndrom |
| CLN3  | (klassische) juvenile NCL                     | Schulalter                                   | Mutationen im CLN3-Gen an Lokation 16p11.2                                                     | Stengelsche Krankheit, Vogt-Spielmeyer-Stock-Krankheit (VSS), Batten disease, Morbus Batten                                     |
| CLN4  | adulte NCL (autosomal rezessiv oder dominant) | Erwachsenenalter                             | Mutationen in den Genen PPT1/CLN1 an der Lokation 1p32 oder CTSD/CLN10 an der Lokation 11p15.5 | Kufs-Syndrom, Batten-Kufs-Syndrom                                                                                               |
| CLN5  | (finnische) spätinfantile NCL                 | Kleinkindalter                               | verschiedene Mutationen Mutationen im CLN5-Gen an der Lokation 13q22.3                         | |
| CLN6  | Indisch-iberische NCL                         | Kleinkindalter                               | Mutationen im CLN6-Gen an der Lokation 15q23                                                   | |
| CLN7  | türkische NCL                                 | Kleinkindalter                               | Mutationen im MFSD8-Gen an der Lokation 4q28.2                                                 | |
| CLN8  | nordische Epilepsie                           | Schulalter                                   | Mutationen im CLN8-Gen an der Lokation 8p23.3                                                  | Northern Epilepsy; Epilepsy, Progressive, With Mental Retardation; EPMR                                                         |
| CLN9  | In Deutschland und Serbien vorkommend         | Schulalter                                   | [ 15 ]                                                                                         | |
| CLN10 | kongenitale CLN                               | Neugeborenen- Kleinkindesalter               | Mutationen im CTSD/CLN10-Gen an Lokation 11p15.5 (lysosomale Protease Cathepsin D)             | Norman-Wood-Syndrom |

## Diagnostik
Die Diagnose ergibt sich aus der klinischen einschließlich der augenärztlichen Untersuchung und wird durch genetische Untersuchungen gesichert.
Als bildgebendes Verfahren der Wahl gilt heute die Kernspintomographie. Diese dokumentiert eine Atrophie von Groß- und Kleinhirn, T2-Signalanhebungen der weißen Substanz und Ausdünnung der Hirnrinde.

## Arzneimitteltherapie
Die biotechnisch hergestellte rekombinante Tripeptidyl-Peptidase-1 Cerliponase alfa kann das bei CLN2 fehlende Enzym ersetzen, indem sie nach jeweils 14 Tagen über einen Katheter in den Liquorraum eingebracht wird (Lösung zur intracerebroventrikulären Infusion). In der Europäischen Union wurde sie am 30. Mai 2017 unter dem Namen Brineura als Arzneimittel zugelassen. Im Rahmen eines Härtefallprogramms hatte das Bundesinstitut für Arzneimittel und Medizinprodukte bereits im Juli 2016 ein Inverkehrbringen zur Behandlung von Patienten mit neuronaler Ceroid-Lipofuszinose Typ 2 (CLN2, Tripeptidyl-Peptidase-1-(TPP 1)-Mangel) gestattet.

In einer internationalen, multizentrischen Studie konnte bei rund zwei Drittel der Patienten im Kindesalter der Krankheitsverlauf vollständig aufgehalten werden.
Die Therapiekosten betragen zurzeit (2018) 750.000 € im Jahr. In Großbritannien wird die Übernahme der Kosten abgelehnt mit der Begründung, sie sei im Verhältnis zum Nutzen zu kostenintensiv.

## Geschichte
Die Krankheit wurde erstmals 1826 von dem norwegischen Landarzt Stengel anhand von vier Geschwistern beschrieben und bis 1903 Stengelsche Krankheit genannt. Später war die Bezeichnung Batten-Krankheit (heute noch im englischen Sprachraum als batten disease geläufig) und Vogt-Spielmeyer-Stock-Krankheit (VSS, heute noch in Deutschland verwendet) üblich. Dass es sich um eine Stoffwechselerkrankung handelt, wurde 1939 nachgewiesen. Für die Fette und Proteine, die sich als Abfallstoffe in den Zellen anlagern, wurde 1963 die Bezeichnung Ceroid Lipofuscin Pigment geprägt. Im Jahr 1995 fand man heraus, dass ein Gendefekt – nämlich der Verlust eines Chromosomenabschnittes – ursächlich für die Erkrankung ist. Dass den Betroffenen ein lysosomales Enzym fehlt, welches für den Abbau von Abfallstoffen in den Zellen benötigt wird, ist seit 1998 bekannt.